# 阿伯里斯特威斯城堡
阿伯里斯特威斯城堡（英語：Aberystwyth Castle）是位於英國威爾斯中部錫爾迪金阿伯里斯特威斯的一座愛德華一世時期的城堡。城堡始建於1277年，為一菱形同心城堡。14世紀時，城堡已陷入荒廢。15世紀時，阿伯里斯特威斯城堡在戰爭中被毀。現在阿伯里斯特威斯城堡由阿伯里斯特威斯市議會管理，對一般公眾開放。

## 外部連結
- Aberystwyth Castle （页面存档备份，存于）
- www.geograph.co.uk : photos of Aberystwyth Castle （页面存档备份，存于）
- The Aberystwyth Castle Skeleton （页面存档备份，存于）